# Генерал-полковник авиации
Генерал-полковник авиации — персональное воинское звание высшего командного (начальствующего), позднее офицерского, состава авиации РККА и РККФ в Вооружённых Силах СССР (позднее СА и ВМФ) и Вооружённых Силах Российской Федерации в период 1940 — до настоящего времени. После 1993 года не присваивается, но его имеют военнослужащие запаса и в отставке.

## История
Установлено Указами Президиума Верховного Совета СССР от 7 мая 1940 г. «Об установлении воинских званий высшего командного состава Красной Армии» и «Об установлении воинских званий высшего командного состава Военно-Морского Флота», в связи с увеличением количественного состава авиационных формирований в РККА и РККФ ВС СССР, позднее в СА и ВМФ.
Исключено Законом Российской Федерации от 11 февраля 1993 года № 4455-I «О воинской обязанности и военной службе», в соответствии с которым В/З не вошло в перечень войсковых и корабельных званий и высшим офицерам авиации ВВС и ВМФ стали присваивать воинское звание генерал-полковник (без добавления слова «авиации»). Тем не менее, воинские звания генерал-полковника авиации, генерал-лейтенанта авиации и генерал-майора авиации были присвоены указом Президента РФ от 18 февраля 1993 года.

## Знаки различия
В/З командарм 2-го ранга (авиации) / генерал-полковник авиации имело различные знаки различия: Петличные знаки, погоны и другие.
- Знак различия (шеврон) командарм 2-го ранга (авиации) РККА (1935—1940)
- Петличный знак
командарм 2-го ранга (авиации) (1935—1940)
- Петличный знак генерал-полковник авиации (1940—1943)
- Погон (1943—1955)
- Парадный погон ВС СССР (1955—1994)
- Парадный погон ВС России (1994—2010)

### СССР и Российская Федерация
| Младшее звание: Генерал-лейтенант авиации | Генерал-полковник авиации | Старшее звание: Генерал армии |

## Списокгенерал-полковников авиации
В скобках после имени указан год присвоения воинского звания. В список (по алфавиту) не включены генерал-полковники авиации, которым впоследствии были присвоены более высокие персональные звания маршал авиации, Главный маршал авиации, (в ВС СССР) и генерал армии (в ВС России).
1. Абрамов, Владимир Никитович (02.11.1972)
2. Агурин, Леонид Иванович (16.12.1982)
3. Андреев, Александр Петрович (25.04.1975)
4. Андреев, Вадим Константинович (05.05.1980)
5. Антонов, Николай Дмитриевич (07.05.1960)
6. Бабаев, Александр Иванович (04.11.1973)
7. Бабков, Василий Петрович (04.11.1973)
8. Байдуков, Георгий Филиппович (09.05.1961)
9. Батехин, Леонид Лукич (17.02.1982)
10. Безбоков, Владимир Михайлович (03.02.1984)
11. Белов, Иван Михайлович (18.02.1958)
12. Белоножко, Пётр Иванович (03.11.1983)
13. Боровых, Андрей Егорович (19.02.1968)
14. Борсук, Анатолий Фёдорович (29.10.1984)
15. Бочков, Борис Викторович (13.02.1976)
16. Брайко, Пётр Игнатьевич (26.11.1956)
17. Буланкин, Виктор Сергеевич (17.02.1988)
18. Буравков, Игорь Евгеньевич (01.11.1989)
19. Волков, Владимир Иванович (1958; 1984)
20. Воронов, Владимир Иванович (25.10.1979)
21. Гайдаенко, Иван Дмитриевич (15.12.1972)
22. Голубев, Сергей Васильевич (30.10.1978)
23. Горбатюк, Евгений Михайлович (25.10.1967)
24. Горбунов, Иван Владимирович (03.11.1983)
25. Горелов, Сергей Дмитриевич (04.11.1973)
26. Горюнов, Сергей Кондратьевич (25.03.1944)
27. Горяинов, Алексей Семёнович (31.10.1986)
28. Гребенников, Николай Данилович (1978; 1984)
29. Гречко, Степан Наумович (22.02.1963)
30. Громов, Михаил Михайлович (19.08.1944)
31. Гулаев, Николай Дмитриевич (15.12.1972)
32. Гуляев, Сергей Арсентьевич (22.02.1971)
33. Гурьянов, Григорий Георгиевич (19.08.1944)
34. Давидков, Виктор Иосифович (07.05.1960)
35. Дагаев, Николай Павлович (27.04.1962)
36. Демидов, Пётр Куприянович (18.02.1958)
37. Дмитриев, Игорь Михайлович (29.10.1984)
38. Дольников, Григорий Устинович (30.10.1981)
39. Ёлкин, Анатолий Петрович (03.02.1984)
40. Ермаченков, Василий Васильевич (05.11.1944)
41. Ефанов, Вячеслав Васильевич (1989)
42. Жданов, Василий Николаевич (01.03.1946)
43. Жуковский, Сергей Яковлевич (19.02.1968)
44. Закревский, Александр Николаевич (16.12.1982)
45. Заруднев, Евгений Павлович (18.12.1991)
46. Иванов, Станислав Георгиевич (29.04.1991)
47. Калугин, Игорь Михайлович (24.10.1991)
48. Каманин, Николай Петрович (25.10.1967)
49. Катрич, Алексей Николаевич (22.02.1971)
50. Климов, Иван Дмитриевич (22.08.1944)
51. Ковалёнок, Владимир Васильевич (18.02.1993)
52. Корзунов, Иван Егорович (16.06.1965)
53. Корольков, Борис Фёдорович (1986)
54. Коротченко, Александр Демьянович (16.12.1982)
55. Корочкин, Владимир Фёдорович (25.10.1979)
56. Красковский, Вольтер Макарович (06.05.1989)
57. Кремлёв, Виталий Яковлевич (17.02.1988)
58. Кубарев, Василий Николаевич (08.11.1971)
59. Кузнецов, Георгий Андреевич (04.11.1973)
60. Лавриненков, Владимир Дмитриевич (22.02.1971)
61. Логинов, Василий Самсонович (20.05.1971)
62. Мальцев, Игорь Михайлович (03.11.1983)
63. Малюков, Анатолий Иванович (29.04.1991)
64. Мамсуров, Юрий Георгиевич (1971; 1984)
65. Мартынюк, Николай Каленикович (28.04.1984)
66. Медведев, Александр Николаевич (28.10.1976)
67. Мироненко, Александр Алексеевич (16.06.1965)
68. Миронов, Сергей Иванович (25.05.1959)
69. Модяев, Иван Фёдорович (30.10.1978)
70. Мороз, Иван Михайлович (08.11.1971)
71. Москвителев, Николай Иванович (10.02.1981)[3]
72. Науменко, Николай Фёдорович (19.08.1944)
73. Никитин, Алексей Васильевич (30.04.1943)
74. Одинцов, Михаил Петрович (28.10.1976)
75. Павловский, Анатолий Иванович (10.02.1981)
76. Пакилев, Георгий Николаевич (25.04.1975)
77. Панькин, Валентин Епифанович (25.10.1979)
78. Папивин, Николай Филиппович (19.08.1944)
79. Петухов, Николай Васильевич (29.04.1970)
80. Подгорный, Иван Дмитриевич (26.11.1956)
81. Подольский, Алексей Ильич (27.04.1962)
82. Покровский, Роман Петрович (1968; 1984)
83. Полынин, Фёдор Петрович (11.07.1946)
84. Пономарёв, Александр Николаевич (1960; 1984)
85. Потапов, Виктор Павлович (29.04.1985)
86. Преображенский, Евгений Николаевич (27.01.1951)
87. Решетников, Василий Васильевич (29.04.1970)
88. Решетников, Геннадий Михайлович (13.02.1992)
89. Рубанов, Степан Ульянович (08.08.1955)
90. Русанов, Евгений Александрович (25.04.1990)
91. Рыбальченко, Степан Дмитриевич (02.11.1944)
92. Рытов, Андрей Герасимович (09.05.1961)
93. Самохин, Михаил Иванович (05.11.1944)
94. Сардаров, Сергей Аркадьевич (16.06.1965)
95. Селезнёв, Николай Георгиевич (27.04.1962)
96. Сиднев, Борис Арсеньевич (07.05.1960)
97. Скубилин, Василий Захарович (1976; 1984)
98. Соколов, Иван Михайлович (02.11.1944)
99. Сошников, Александр Николаевич (06.05.1989)
100. Степичев, Василий Васильевич (08.08.1955)
101. Счётчиков, Георгий Семёнович (22.02.1963)
102. Титов, Герман Степанович (17.02.1988)
103. Толстиков, Олег Викторович (18.02.1958)
104. Томашевский, Александр Николаевич (25.10.1967)
105. Тупиков, Георгий Николаевич (18.02.1958)
106. Туркель, Иван Лукич (01.03.1946)
107. Ушаков, Сергей Фёдорович (19.02.1968)
108. Филиппов, Василий Васильевич (1975; 1984)
109. Фокин, Василий Васильевич (07.05.1960)
110. Харламов, Семён Ильич (25.04.1975)
111. Хрюкин, Тимофей Тимофеевич (11.05.1944)
112. Царьков, Владимир Георгиевич (07.05.1989)
113. Цоколаев, Эльдар Вениаминович (03.11.1983)
114. Чупиков, Павел Фёдорович (25.10.1967)
115. Чучев, Григорий Алексеевич (07.05.1960)
116. Шевелёв, Павел Фёдорович (23.02.1972)
117. Шиманов, Николай Сергеевич (04.02.1944)
118. Шинкаренко, Фёдор Иванович (23.02.1967)
119. Шишкин, Виктор Михайлович (30.04.1988)
120. Шишков, Николай Георгиевич (03.02.1984)
121. Шканакин, Владимир Геннадьевич (24.10.1991)
122. Яковлев, Александр Сергеевич (1946; 1984)